# 维拉米诺佐
维拉米诺佐（義大利語：Villa Minozzo），是意大利雷焦艾米利亚省的一个市镇。总面积168平方公里，人口4033人，人口密度24.0人/平方公里（2009年）。ISTAT代码为035045。